# Delegação de Kebbi na Assembleia Nacional da Nigéria
A Delegação de Kebbi na Assembleia Nacional da Nigéria compreende três Senadores e oito Representantes.

## 6ª Assembleia Nacional (2007–2011)
A 6ª Assembleia Nacional (2007–2011) foi inaugurada em 5 de Junho de 2007.
O Partido Democrático Popular (PDP) ganhou todos os assentos do Senado e Câmara.
Senadores representando Kebbi (estado) na 6ª Assembleia foram:
| Senador               | EleitoraDO | Partido | Notas                                                                           |
| --------------------- | ---------- | ------- | ------------------------------------------------------------------------------- |
| Adamu Aliero          | Central    | PDP     | Ministro nomeado para o Território da Capital Federal em 18 de Dezembro de 2008 |
| Abubakar Atiku Bagudu | Central    | PDP     |                                                                                 |
| Abubakar Tanko Ayuba  | Sul        | PDP     |                                                                                 |
| Umaru Argungu, OON    | Norte      | PDP     |                                                                                 |

Representantes na 6ª Assembleia foram:
| Representante          | Eleitorado                 | Partido |
| ---------------------- | -------------------------- | ------- |
| Abdullahi Umar Faruk   | B/Kebbi/Kalgo/Bunza        | PDP     |
| Aminu Musa Koko        | Maiyama/Koko/Besse         | PDP     |
| Bala Ibn Na'allah      | Zuru/Fakai/Sakaba/D/Wasagu | PDP     |
| Garba Abdullahi Bagudo | Bagudo/Suru                | PDP     |
| Garba Gulma            | Argungu/Augie              | PDP     |
| Halima Hassan Tukur    | Yauri/Shanga/Ngaski        | PDP     |
| Ibrahim Bawa Kamba     | Arewa/Dandi                | PDP     |
| Muhammed Umar Jega     | Gwandu/Aliero/Jega         | PDP     |